# Stan Winston Studio
La Stan Winston Studio è una compagnia di effetti speciali, fondata nel 1972 da Stan Winston.

## Storia
La società fu fondata nel 1972 dall'allora ventiseienne Stan Winston, esperto di effetti speciali meccanici (animatronica) e di trucco prostetico. Ha collaborato con registi tra cui James Cameron, Tim Burton e Steven Spielberg e vinse vari riconoscimenti. Nel 1997 diresse il video Michael Jackson's Ghosts.

## Filmografia
- Heartbeeps, regia di Allan Arkush (1981)
- The Vindicator, regia di Jean-Claude Lord (1986)
- Invaders, regia di Tobe Hooper (1986)
- Aliens - Scontro finale (Aliens), regia di James Cameron (1986)
- Predator, regia di John McTiernan (1987)
- Scuola di mostri (The Monster Squad), regia di Fred Dekker (1987)
- Pumpkinhead, regia di Stan Winston (1988)
- Alien Nation, regia di Graham Baker (1988)
- Leviathan, regia di George Pan Cosmatos (1989)
- Lo gnomo e il poliziotto (A Gnome Named Gnorm), regia di Stan Winston (1990)
- Predator 2, regia di Stephen Hopkins (1990)
- Edward mani di forbice (Edward Scissorhands), regia di Tim Burton (1990)
- Terminator 2 - Il giorno del giudizio (Terminator 2: Judgment Day), regia di James Cameron (1991)
- Batman - Il ritorno (Batman Returns), regia di Tim Burton (1992)
- Jurassic Park, regia di Steven Spielberg (1993)
- Intervista col vampiro (Interview with the Vampire: The Vampire Chronicles), regia di Neil Jordan (1994)
- Tank Girl, regia di Rachel Talalay (1995)
- Congo, regia di Frank Marshall (1995)
- T2 3-D: Battle Across Time, regia di Stan Winston, James Cameron e John Bruno - cortometraggio (1996)
- L'isola perduta (The Island of Dr. Moreau), regia di John Frankenheimer e Richard Stanley (1996)
- Spiriti nelle tenebre (The Ghost and the Darkness), regia di Stephen Hopkins (1996)
- Relic - L'evoluzione del terrore (The Relic), regia di Peter Hyams (1997)
- Michael Jackson's Ghosts, regia di Stan Winston - mediometraggio (1997)
- Il mondo perduto - Jurassic Park (The Lost World: Jurassic Park), regia di Steven Spielberg (1997)
- Paulie - Il pappagallo che parlava troppo (Paulie), regia di John Roberts (1998)
- Creatura (Creature), regia di Stuart Gillard - miniserie televisiva (1998)
- Small Soldiers, regia di Joe Dante (1998)
- Instinct - Istinto primordiale (Instinct), regia di Jon Turteltaub (1999)
- Austin Powers - La spia che ci provava (Austin Powers: The Spy Who Shagged Me), regia di Jay Roach (1999)
- Lake Placid, regia di Steve Miner (1999)
- Inspector Gadget, regia di David Kellog (1999)
- The Sixth Sense - Il sesto senso (The Sixth Sense), regia di M. Night Shyamalan (1999)
- Giorni contati - End of Days (End of Days), regia di Peter Hyams (1999)
- Gigolò per sbaglio (Deuce Bigalow: Male Gigolo), regia di Mike Mitchell (1999)
- Galaxy Quest, regia di Dean Parisot (1999)
- Le verità nascoste (What Lies Beneath), regia di Robert Zemeckis (2000)
- Lost Souls - La profezia (Lost Souls), regia di Janusz Kaminski (2000)
- Pearl Harbor, regia di Michael Bay (2001)
- A.I. - Intelligenza artificiale (A.I. Artificial Intelligence), regia di Steven Spielberg (2001)
- Jurassic Park III, regia di Joe Johnston (2001)
- Lei, la creatura (She Creature), regia di Sebastian Gutierrez - film TV (2001)
- Il giorno in cui il mondo finì (The Day the World Ended), regia di Terence Gross - film TV (2001)
- The Time Machine, regia di Simon Wells (2002)
- Adolescente delle caverne (She Creature), regia di Larry Clark - film TV (2002)
- Austin Powers in Goldmember, regia di Jay Roach (2002)
- The Alien Saga, regia di Brent Zacky - documentario TV (2002)
- Al calare delle tenebre (Darkness Falls), regia di Jonathan Liebesman (2003)
- Wrong Turn (Wrong Turn), regia di Rob Schmidt (2003)
- No Fate But What We Make: 'Terminator 2' and the Rise of Digital Effects, regia di Van Ling - documentario (2003)
- Terminator 3 - Le macchine ribelli (Terminator 3: Rise of the Machines), regia di Jonathan Mostow (2003)
- Big Fish - Le storie di una vita incredibile (Big Fish), regia di Tim Burton (2003)
- Il mio amico a quattro zampe (Because of Winn-Dixie), regia di Wayne Wang (2005)
- Constantine, regia di Francis Lawrence (2005)
- Smile, regia di Jeffrey Kramer (2005)
- Lincoln's Eyes, regia di Charles Otte (2005)
- La guerra dei mondi (War of the Worlds), regia di Steven Spielberg (2005)
- Doom, regia di Andrzej Bartkowiak (2005)
- Zathura - Un'avventura spaziale (Zathura: A Space Adventure), regia di Jon Favreau (2005)
- 8 amici da salvare (Eight Below), regia di Frank Marshall (2006)
- Shaggy Dog - Papà che abbaia... non morde (The Shaggy Dog), regia di Brian Robbins (2006)
- Gli scaldapanchina (The Benchwarmers), regia di Dennis Dugan (2006)
- Skinwalkers - La notte della luna rossa (Skinwalkers), regia di James Isaac (2006)
- World Trade Center, regia di Oliver Stone (2006)
- Fur - Un ritratto immaginario di Diane Arbus (Fur: An Imaginary Portrait of Diane Arbus), regia di Steven Shainberg (2006)
- La tela di Carlotta (Charlotte's Web), regia di Gary Winick (2006)
- Le morti di Ian Stone (The Deaths of Ian Stone), regia di Dario Piana (2007)
- Iron Man, regia di Jon Favreau (2008)
- Indiana Jones e il regno del teschio di cristallo (Indiana Jones and the Kingdom of the Crystal Skull), regia di Steven Spielberg (2008)
- Amusement - Giochi pericolosi (Amusement), regia di John Simpson (2008)
- Terminator Salvation, regia di McG (2009)
- G.I. Joe - La nascita dei Cobra (G.I. Joe: The Rise of Cobra), regia di Stephen Sommers (2009)
- Pandorum - L'universo parallelo (Pandorum), regia di Christian Alvart (2009)
- Avatar, regia di James Cameron (2009)
- Monsters, regia di Sean Pilcher e Matt Wilson - cortometraggio (2009)
- Enthiran, regia di Shankar Panickar (2010)
- The World According to AJ, regia di Andrew Jarvis - film TV (2017)